# Welcome to SPEEDLAND SPEED LIVE 2009@武道館
『Welcome to SPEEDLAND SPEED LIVE 2009@武道館』（ウェルカム・トゥ・スピードランド・スピード・ライブ 2009 アットぶどうかん）は、日本のボーカルダンスグループであるSPEEDが、2009年に行った6年ぶり5度目のライブツアー『FamilyMart presents SPEED LIVE 2009 -Welcome to SPEEDLAND-』の模様を収録した5枚目のライブDVDである。

## 概要
- 2009年12月30日にSONIC GROOVEよりリリースされた。
- SPEED名義のDVDとしてはライブ・ビデオ『Save the Children SPEED LIVE 2003』以来約6年ぶりのリリースとなった。
- 2009年10月13日・10月14日に行われた日本武道館公演のMCを除く全編を収録している。「「おやすみ・・・・・」」はツアー最終日でのみ披露されたため、その部分だけは同年11月1日に行なわれた金沢歌劇座公演の模様になっている。
- オープニングからアンコール前までが収録された「Disc 1」と、アンコールとドキュメンタリーが収録された「Disc 2」の2枚組で発売された。映像作品が複数枚組で発売されるのは、この作品が初となった。また、初回限定特典としてSPEED直筆「SPECIAL THANKS CARD」プレゼント応募券が封入されていた。
- 日本武道館公演の模様は発売前にNHK衛星第2テレビジョンで一部分放送された。

## 収録曲

### Disc 1
1. Breakin' out to the morning
  - 10thシングル。
2. ALL MY TRUE LOVE
  - 8thシングル。
3. STEADY
  - 2ndシングル。
4. Precious Time
  - 9thシングル。
5. Long Way Home
  - 11thシングル。
6. DANCE MEDLEY（Sophisticated Girl～Luv Vibration～Brand-New Weekend～RAKUGAKI）
  - 順に、2ndアルバム『RISE』、1stアルバム『Starting Over』、6thシングル『my graduation』、1stアルバム『Starting Over』収録曲。
7. SOMETHING NEW
  - 15thシングル『あしたの空』収録曲。
8. 熱帯夜
  - 4thシングル『Wake Me Up!』収録曲。
9. UTAKATA
  - 16thシングル『S.P.D.』収録曲。
10. Cryin'
  - 4thアルバム『BRIDGE』収録曲。
11. ALIVE
  - 7thシングル。
12. Be My Love
  - 13thシングル。
13. あしたの空
  - 15thシングル。
14. S.P.D.
  - 16thシングル。
15. Wake Me Up!
  - 4thシングル。
16. White Love
  - 5thシングル。
17. Go! Go! Heaven
  - 3rdシングル。
18. Body & Soul
  - 1stシングル。

### Disc 2
1. 【ENCORE 1】ラブリー♥フレンドシップ
  - 2ndアルバム『RISE』収録曲。
2. 【ENCORE 1】Snow Kiss
  - 3rdアルバム『Carry On my way』収録曲。
3. 【ENCORE 1】my graduation
  - 6thシングル。
4. 【ENCORE 2】Starting Over
  - 1stアルバム『Starting Over』収録曲。
5. 【ENCORE 2】Up To You!
  - 7thシングル『ALIVE』収録曲。
6. “帰ってきた夢”Document 45min.
7. 「おやすみ・・・・・」（from 11/1 Kanazawa）
  - 3rdシングル『Go! Go! Heaven』収録曲。
  - クレジットタイトルのBGMとして使用されている。

## カタログ
- Disc 1：AVBD-16195
- Disc 2：AVBD-16196

（2枚組 ¥6,279）